# Concejo Municipal de Alajuelita
El Concejo Municipal de Alajuelita es el órgano deliberativo y máxima autoridad del cantón de Alajuelita, en Costa Rica. Está conformado por siete regidores propietarios con voz y voto, y sus respectivos suplentes solo con voz salvo cuando sustituyan a un propietario de su mismo partido. A estos también asisten con voz pero sin voto el alcalde y los síndicos propietarios y suplentes de los cinco distritos del cantón. Al igual que el alcalde municipal sus miembros son electos popularmente cada 4 años.

## Historia
Mediante la Ley n.° 58 del 4 de junio de 1909, se creó Alajuelita como cantón de la provincia de San José, designándose como cabecera la villa de Alajuelita y fijándose como distritos al distrito de Alajuelita, distrito de San Josecito, distrito de San Antonio, distrito de Concepción, distrito de San Felipe y el ahora extinto distrito de Tejarcillos. Alajuelita procede del cantón de San José, establecido este último, en Ley n.° 36 del 7 de diciembre de 1848.
El 27 de junio de 1909, se llevó a cabo la primera sesión del Concejo Municipal de Alajuelita, integrado por los regidores propietarios Antonio Gómez, como presidente, Sebastián Rojas, como vicepresidente, y Vicente Gamboa, como fiscal. El secretario municipal fue Teófilo Rivera Gutiérrez y el jefe político Ismael Rojas Monge.

## Conformación del Concejo
| Partido | Partido                         | Número de regidores | Regidores propietarios                                                                            | Regidores suplentes                                                                                         |
| ------- | ------------------------------- | ------------------- | ------------------------------------------------------------------------------------------------- | --- |
|         | Partido Nueva Generación        | 4                   | Jonathan Miguel Arrieta Ulloa Iris Figeac Zúñiga José Alix Reyes Gómez Laura Alicia Arauz Tenorio | Grettel Andrea Murillo Quirós José Eduardo Vargas Chavarría Flor Zúñiga Rodríguez Enrique Martín Mora Monge |
|         | Partido Restauración Nacional   | 1                   | Ronald Antonio Mendoza Carmona                                                                    | Kleyber Álvarez Mora                                                                                        |
|         | Partido Unidad Social Cristiana | 1                   | Noilly López Marín                                                                                | Patricia Mayela Guido Chinchilla                                                                            |
|         | Partido Liberación Nacional     | 1                   | José Alonso Salinas Prendas                                                                       | Natalia Mariela Rojas Brenes                                                                                |

## Síndicos Propietarios
1. Ismael David Siles Acuña (Alajuelita)
2. Héctor Alonso Hidalgo Sánchez (San Josecito)
3. Rosibel Calderón Chinchilla (San Antonio)
4. Saúl Serrano Álvarez (Concepción)
5. María Gilda Guido Marchena (San Felipe)

## Síndicos Suplentes
1. María Guiselle Torres Torres (Alajuelita)
2. Cynthia Catalina Barrantes Bolaños (San Josecito)
3. José Luis Morales Corrales (San Antonio)
4. Iris Raquel Salas Vindas (Concepción)
5. Gustavo Adolfo Reyes Castro (San Felipe)

## Alcalde
- Modesto Alpízar Luna (PNG)

## Elecciones
Durante las Elecciones municipales de Costa Rica de 2020, once partidos políticos participaron en el cantón de Alajuelita para obtener la Alcaldía y miembros del Concejo Municipal. Los resultados fueron los siguientes:

### Alcaldía
| Puesto | Bandera | Partido                              | Votos | %      |
| ------ | ------- | ------------------------------------ | ----- | ------ |
| 1°     |         | Partido Nueva Generación             | 9 444 | 57,60% |
| 2°     |         | Partido Restauración Nacional        | 2 112 | 12,88% |
| 3°     |         | Partido Unidad Social Cristiana      | 1 334 | 8,13%  |
| 4°     |         | Partido Republicano Social Cristiano | 946   | 5,77%  |
| 5°     |         | Partido Nueva República              | 900   | 5,49%  |
| 6°     |         | Partido Liberación Nacional          | 731   | 4,46%  |
| 7°     |         | Partido Comunal Unido                | 411   | 2,51%  |
| 8°     |         | Partido Integración Nacional         | 340   | 2,07%  |
| 9°     |         | Partido Liberal Progresista          | 179   | 1,09%  |

El alcalde electo fue Modesto Alpízar Luna, y los vicealcaldes electos fueron María del Rosario Siles Fernández y Javiera Centeno Barboza, del Partido Nueva Generación.

### Regidores
| Puesto | Bandera | Partido                              | Votos | %      |
| ------ | ------- | ------------------------------------ | ----- | ------ |
| 1°     |         | Partido Nueva Generación             | 8 193 | 49,99% |
| 2°     |         | Partido Restauración Nacional        | 2 026 | 12,36% |
| 3°     |         | Partido Unidad Social Cristiana      | 1 553 | 9,47%  |
| 4°     |         | Partido Liberación Nacional          | 1 209 | 7,38%  |
| 5°     |         | Partido Republicano Social Cristiano | 983   | 6,00%  |
| 6°     |         | Partido Nueva República              | 963   | 5,87%  |
| 7°     |         | Partido Comunal Unido                | 464   | 2,83%  |
| 8°     |         | Partido Integración Nacional         | 392   | 2,39%  |
| 9°     |         | Partido Frente Amplio                | 234   | 1,43%  |
| 10°    |         | Partido Liberal Progresista          | 214   | 1,31%  |
| 11°    |         | Partido Nuestro Pueblo               | 159   | 0,97%  |